# 哈利波特角色列表
哈利波特角色列表，列出英國小說《哈利波特》的主要角色。學生年級以做分類，而教授教職員部分則以到這段時間做分類。

## 霍格華茲創辦人
| 中文姓名 | 英文姓名          | 性别 | 學院                | 簡介 |
| -------- | ----------------- | ---- | ------------------- | --- |
|          | Godric Gryffindor | 男   |                     | 霍格華茲四位創辦人之一，贊成讓麻瓜出身的巫師入讀霍格華茲。遺物是由妖精以純銀打造並配以紅寶石作裝飾的「葛來分多寶劍」。分類帽也是利用魔法由他的巫師帽變成的。                                                                                      |
|          | Helga Hufflepuff  | 女   | Hufflepuff 赫夫帕夫 | 霍格華茲四位創辦人之一，其收生條件為忠厚誠實。遺物是一個金盃，金盃上有兩個把手與獾紋章，據說有多種魔力，後來被佛地魔用作分靈體，最後被榮恩及妙麗以蛇妖的毒牙摧毀。                                                                                |
|          | Rowena Ravenclaw  | 女   |                     | 霍格華茲四位創辦人之一，代表物是一個褪色並已生鏽的寶石王冕，相傳戴上它會使人變得更聰明，後被佛地魔用作分靈體。小說中最後指王冕毀於惡魔之火，電影中則是先被蛇妖毒牙破壞，後才丟進萬應室的惡魔之火裡毀滅。                                          |
|          | Salazar Slytherin | 男   |                     | 霍格華茲四位創辦人之一，佛地魔與岡特家族的遠祖，具有其著名能力者被稱為爬說嘴，通常被視為邪惡巫師的代表。他認為只有純種血統的巫師才有資格入讀霍格華茲。遺物是一個小金匣，後來被佛地魔用作分靈體。該小金匣最後被榮恩·衛斯理以「葛來分多寶劍」摧毀。 |

## 學生

### 現時各學院的學生
霍格華茲學生列表，年級以分類。
| 中文名字      | 英文名字                     | 性别 | 學院                | 年级                                   | 血统       | 生日         | 簡介 |
| ------------- | ---------------------------- | ---- | ------------------- | -------------------------------------- | ---------- | ------------ | --- |
|               | Pucey, Adrian                | 男   |                     | 已畢業                                 | 不詳       | 不詳         | 第一、二、五集魁地奇隊的追蹤手。 |
|               | Spinnet, Alicia              | 女   |                     | 已畢業                                 | 不詳       | 不詳         | 曾是魁地奇球隊追蹤手，D.A成員，第五集被賴里施濃毛咒。霍格華茲大戰時返校參戰。 |
|               | Hooke, Andrew                | 男   |                     | 不詳                                   | 不詳       | 不詳         | 第五集成為替補打擊手 |
|               | Johnson, Angelina            | 女   |                     | 已畢業                                 | 不詳       | 不詳         | 曾是魁地奇球隊追蹤手，第四集於聖誕舞會擔任的舞伴，葛來分多魁地奇球隊隊長，D.A成員，霍格華茲大戰時返校參戰。十九年後與結婚 |
|               | Goldstein, Anthony           | 男   |                     | 7                                      | 不詳       | 不詳         | D.A成員，第五集當上級長，霍格華茲大戰時返校參戰。 |
|               | Greengrass, Astoria          | 女   |                     | 6                                      | 純血       | 純血         | 跩哥·馬份19年後的妻子，月桂·綠茵的妹妹，婚後生下一子，不久後死亡。 |
|               | Zabini, Blaise               | 男   |                     | 7                                      | 純血       | 純血         | 史拉轟俱樂部成員，有個很美麗並已再婚七次的媽媽，每個後父都無故死亡，然後媽媽繼承黃金。 |
|               | Bole                         | 男   |                     | 已畢業                                 | 不詳       | 不詳         | 第三集成為魁地奇隊的打擊手。 |
|               | Bradley                      | 男   |                     | 不詳                                   | 不詳       | 不詳         | 第五集成為雷文克勞魁地奇隊打擊手。 |
|               | Warrington, C.               | 男   |                     | 已畢業                                 | 不詳       | 不詳         | 第三、五集成為魁地奇隊的追蹤手，恩不理居的督察小組成員。 |
|               | Cadwallader                  | 男   | Hufflepuff 赫夫帕夫 | 不詳                                   | 不詳       | 不詳         | 第六集赫夫帕夫魁地奇隊的追蹤手。 |
|               | Diggory, Cedric              | 男   | Hufflepuff 赫夫帕夫 | (第4集遭到殺害，未能畢業)              | 不詳       | 不詳         | 張秋的已故男友，比哈利年長三歲，七年级時参加三巫鬥法大賽，在佛地魔指示之下被彼得·佩迪魯殺害。 |
|               | Chambers                     | 男   |                     | 不詳                                   | 不詳       | 不詳         | 第五集成為雷文克勞魁地奇隊追蹤手。 |
|               | Chang Cho                    | 女   | Ravenclaw 雷文克勞  | 已畢業                                 | 不詳       | 不詳         | 非常崇拜哈利波特，D.A成員，哈利第一位女友，最後兩人不歡而散。 |
|               | Creevey, Colin               | 男   | Gryffindor 葛來分多 | (第7集戰死，未能畢業。死時為6年級)     | 麻瓜       | (1981-05-02) | 非常崇拜哈利波特，常常偷拍他的照片，第二集因相機拍到大蛇的眼睛而被石化。D.A成員，霍格華茲大戰時本應撤退，卻偷溜回來作戰而陣亡，屍體被與發現。 |
|               | McLaggen, Cormac             | 男   | Gryffindor 葛來分多 | 已畢業                                 | 不詳       | 不詳         | 第六集中榮恩喝酒中毒，在球隊中擔任暫時的守門手。在比賽中搶了打擊手的棒子，擊昏前來阻止的哈利，已知史拉俱乐部成员。 |
|               | Greengrass, Daphne           | 女   | Slytherin 史萊哲林  | 7                                      | 純血       | 純血         | 第一集入學。妹妹翠菊·綠茵是跩哥·馬份的妻子。 |
|               | Thomas, Dean                 | 男   | Gryffindor 葛來分多 | 7                                      | 混血       | 混血         | D.A成員。哈利與榮恩的室友。與金妮交往過。 |
|               | Robins, Demelza              | 女   | Gryffindor 葛來分多 | 不詳                                   | 不詳       | 不詳         | 第六集成為魁地奇球隊追蹤手。 |
|               | Creevey, Dennis              | 男   | Gryffindor 葛來分多 | 4                                      | 麻瓜       | 不詳         | 哈利的崇拜者，柯林的弟弟，D.A成員。 |
|               | Derrick                      | 男   | Slytherin 史萊哲林  | 已畢業                                 | 不詳       | 不詳         | 成為魁地奇隊擊球手。 |
|               | Malfoy, Draco                | 男   | Slytherin 史萊哲林  | 7                                      | 純血       | 1980-06-05   | 恩不理居督察小組成員，討厭哈利與麻瓜，妻子是翠菊·綠茵，有一個兒子（天蠍），兒子在就學時與哈利的小兒子（阿不思）成為摯友。 |
|               | Carmichael, Eddie            | 男   | Ravenclaw 雷文克勞  | 已畢業                                 | 不詳       | 不詳         | 第五集中推銷巴费醒脑剂，声称普通巫师等级测试取得九科优秀。 |
|               | Branstone, Eleanor           | 女   | Hufflepuff 赫夫帕夫 | 4                                      | 不詳       | 不詳         | 第四集入學。 |
|               | McMillan, Ernie              | 男   | Hufflepuff 赫夫帕夫 | 7                                      | 不詳       | 不詳         | D.A成員，第五集成為級長，護法是一隻野豬，參與霍格華茲大戰。 |
|               | Abercrombie, Euan            | 男   | Gryffindor 葛來分多 | 3                                      | 不詳       | 不詳         | 第五集入學。 |
|               | Weasley, Fred                | 男   | Gryffindor 葛來分多 | 已畢业                                 | 純血       | 1978-04-01   | 曾是魁地奇球隊打擊手之一，女朋友是安吉麗娜·約翰遜，D.A成員，個性風趣，喜愛於校園調皮搗蛋，嘗試新奇實驗，卻又是成績名列前茅的學霸，在學校頗有人緣，畢業前便能運用魔法世界所學習到的知識，在現實世界中創業。第七集返校參加霍格沃茨大戰，在最終決戰中被羅克五等食死人引發的爆炸所殺而英勇陣亡。 |
|               | Weasley, George              | 男   | Gryffindor 葛來分多 | 已畢业                                 | 純血       | 1978-04-01   | 曾是魁地奇球隊打擊手之一，妻子是安吉利娜·约翰逊，有一個兒子（弗雷）和一個女兒（羅克珊）。個性風趣，喜愛於校園調皮搗蛋，嘗試新奇實驗，卻又是成績名列前茅的學霸，為D.A成員，畢業前便與其兄弗雷一同在現實世界中創業。第七集時於霍格沃茨大戰時返校參戰。                                         |
|               | Hooper, Geoffrey             | 男   | Gryffindor 葛來分多 | 不詳                                   | 不詳       | 不詳         | 第五集參與守門手徵選。 |
|               | Weasley, Ginevra "Ginny"     | 女   | Gryffindor 葛來分多 | 6                                      | 純血       | 1981-08-11   | 衛斯理家幼女，D.A成員。先後與麥可·寇那和丁·湯馬斯約會，最後與哈利交往並結婚生子。 |
|               | Pritchard, Graham            | 男   | Slytherin 史萊哲林  | 4                                      | 不詳       | 不詳         | 第四集入學。 |
|               | Goyle, Gregory               | 男   | Slytherin 史萊哲林  | 7                                      | 不詳       | 不詳         | 第五集魁地奇隊擊球手，恩不理居的督察小組成員，在第七集於萬應室和克拉一起放火，企圖殺害哈利一行人。 |
| 哈普          | Harper                       | 男   | Slytherin 史萊哲林  | 6                                      | 不詳       | 不詳         | 第六集中替補跩哥的球手。 |
| 哈利·波特     | Potter, Harry James          | 男   | Gryffindor 葛來分多 | 7                                      | 混血       | 1980-07-31   | 男主角。 |
|               | Abbott, Hannah               | 女   | Hufflepuff 赫夫帕夫 | 7                                      | 不詳       | 不詳         | D.A成員，第五集成為級長，第一個在普通巫师等级考试前崩潰的學生。第六集母親被食死人殺害後離開學校，家族曾住在戈德里克山谷，參與霍格華茲大戰。 |
|               | Granger, Hermione Jean       | 女   | Gryffindor 葛來分多 | 7                                      | 麻瓜       | 1979-09-19   | 哈利與榮恩的摯友，人稱萬事通，在校時期是位各項成績保持頂尖的學霸，多次引領哈利和榮恩面對各項挑戰，為D.A成員。最後與榮恩結婚，但後續發現彼此婚姻生活相處不陸，坦言需要尋求婚姻諮商協助。現為英國魔法部部長。                                                                                  |
|               | Slopard, Jack                | 男   | Gryffindor 葛來分多 | 不詳                                   | 不詳       | 不詳         | 第五集的替補打擊手，第六集未入選。 |
|               | Peakes, Jimmy                | 男   | Gryffindor 葛來分多 | 4                                      | 不詳       | 不詳         | 第六集中哈利招收的魁地奇打擊手。 |
| 李·喬丹       | Lee, Jordan                  | 男   | Gryffindor 葛來分多 | 已畢業                                 | 不詳       | 不詳         | 魁地奇球賽播報員，波特觀察主持人，D.A成員，弗雷與喬治的好友。霍格華茲大戰時返校參戰。 |
|               | Finch-Fletchley, Justin      | 男   | Hufflepuff 赫夫帕夫 | 7                                      | 麻瓜       | 麻瓜         | 麻瓜出身的學生，本來要到伊頓公學上學，二年級時與大家一起上決鬥社後，與尼克一起被大蛇石化，D.A成員。 |
|               | Bell, Katie                  | 女   | Gryffindor 葛來分多 | 已畢業                                 | 不詳       | 不詳         | 魁地奇球隊的追蹤手，D.A成員。七年級時碰到受詛咒的項鍊，因而住進聖蒙果醫院。霍格華茲大戰時返校參戰。 |
|               | Towler, Kenneth              | 男   | Gryffindor 葛來分多 | 已畢業                                 | 不詳       | 不詳         | 曾被弗雷德往睡衣裏放了大泡粉而全身長滿癤子。 |
|               | Whitby, Kevin                | 男   | Hufflepuff 赫夫帕夫 | 4                                      | 不詳       | 不詳         | 第四集入學。 |
|               | Madley, Laura                | 女   | Hufflepuff 赫夫帕夫 | 4                                      | 不詳       | 不詳         | 第四集入學。 |
|               | Brown, Lavender              | 女   | Gryffindor 葛來分多 | 7                                      | 不詳       | 不詳         | D.A成員，第六集中跟榮恩短暫交往。霍格華茲大戰期間被狼人灰背咬到，因而重傷死亡。 |
|               | Leanne                       | 女   | Gryffindor 葛來分多 | 已畢業                                 | 不詳       | 不詳         | 凱娣·貝爾的朋友，與被下咒的凱娣爭搶項鍊包裹時不小心拉破，造成凱娣摸到項鍊而中了詛咒。後來凱娣出院回校時，曾在葛來分多交誼廳內與一群七年級女生歡迎回來。 |
| 莉莎·杜平     | Turpin, Lisa                 | 女   | Ravenclaw 雷文克勞  | 7                                      | 不詳       | 不詳         | 第一集入学。 |
|               | Lovegood, Luna               | 女   | Ravenclaw 雷文克勞  | 6                                      | 可能為純血 | 可能為純血   | D.A.成員，金妮的好友，別人眼中奇怪的性格，被稱為「疯姑娘」。 |
|               | Baddock, Malcolm             | 男   | Slytherin 史萊哲林  | 4                                      | 不詳       | 不詳         | 第四集入學。 |
|               | Brocklehurst, Mandy          | 女   | Ravenclaw 雷文克勞  | 7                                      | 不詳       | 不詳         | 第一集入学。 |
|               | Belby, Marcus                | 男   | Ravenclaw 雷文克勞  | 已畢業                                 | 不詳       | 不詳         | 第六集中被斯拉格霍恩教授邀請在火車上一起進餐，他的叔叔达摩克利斯因發明狼毒药剂而曾獲梅林勳章。 |
|               | Flint, Marcus                | 男   | Slytherin 史萊哲林  | 已畢業                                 | 不詳       | 不詳         | 曾擔任魁地奇隊長、追蹤手，第三集偽裝成攝魂怪來干擾葛來分多與雷文克勞的魁地奇之戰，試圖阻止哈利波特勝出。 |
|               | Edgecombe, Marietta          | 女   | Ravenclaw 雷文克勞  | 已畢業                                 | 不詳       | 不詳         | D.A成員，張秋好友，母親在魔法部上班。在第五集時被張秋硬拖去加入D.A，後來向告密，以致於鄧不利多的軍隊被發現，因此被施咒使臉上長出「告密者」字樣的膿包。 |
|               | Corner, Michael              | 男   | Ravenclaw 雷文克勞  | 7                                      | 不詳       | 不詳         | D.A成員，金妮的前男友，第七集為拯救某個一年級学生而被食死人襲擊，參與霍格華茲大戰。 |
| 迈尔斯·布莱奇 | Bletchley, Miles             | 男   | Slytherin 史萊哲林  | 已畢業                                 | 不詳       | 不詳         | 曾擔任魁地奇的守門員。 |
|               | Bulstrode, Millicent         | 女   | Slytherin 史萊哲林  | 7                                      | 不詳       | 不詳         | 恩不理居的督察小組成員。 |
| 蒙塔          | Montague                     | 男   | Slytherin 史萊哲林  | 已畢業                                 | 不詳       | 不詳         | 第三集魁地奇隊的追蹤手，第五集當上隊長，恩不理居的督察小組成員，曾被弗雷與喬治塞進一樓的消失櫥櫃。 |
|               | McDonald, Natalie            | 女   | Gryffindor 葛來分多 | 4                                      | 不詳       | 不詳         | 第四集入學。 |
|               | Longbottom, Neville          | 男   | Gryffindor 葛來分多 | 7                                      | 純正       | 1980-07-30   | D.A成員，因為記憶力欠佳，老是忘東忘西，因此奶奶要他隨身帶著記憶球協助記憶，畢業十九年後重返霍格華茲擔任藥草學教授。 |
|               | Wood, Oliver                 | 男   | Gryffindor 葛來分多 | 已畢業                                 | 不詳       | 不詳         | 哈利1到3年級時的魁地奇隊隊長，擔任魁地奇隊的守門手。畢業後進入泥水池聯隊當候補，霍格華茲大戰時返校參戰。 |
|               | Quirke, Orla                 | 女   | Ravenclaw 雷文克勞  | 4                                      | 不詳       | 不詳         | 第四集入學。 |
|               | Cauldwell, Owen              | 男   | Hufflepuff 赫夫帕夫 | 4                                      | 不詳       | 不詳         | 第四集入學。 |
|               | Patil, Padma                 | 女   | Ravenclaw 雷文克勞  | 7                                      | 不詳       | 不詳         | D.A成員，帕瓦蒂·佩蒂尔的双胞胎妹妹，第五集當上級長，參與霍格華茲大戰。 |
|               | Parkinson, Pansy             | 女   | Slytherin 史萊哲林  | 7                                      | 不詳       | 不詳         | 個性尖酸刻薄，喜歡，第五集當上級長，恩不理居的督察小組成員。 |
|               | Patil, Parvati               | 女   | Gryffindor 葛來分多 | 7                                      | 不詳       | 不詳         | D.A成員。 |
|               | Stimpson, Patricia           | 女   | Gryffindor 葛來分多 | 已畢業                                 | 不詳       | 不詳         | 曾因為O.W.Ls考前緊張動不動就暈倒。 |
|               | Clearwater, Penelope         | 女   | Ravenclaw 雷文克勞  | 已畢業                                 | 不詳       | 不詳         | 第二集時擔任級長，哈利扮成高爾時遇到她，後來於圖書館旁與一同被大蛇石化。 |
|               | Weasley, Percy Ignatius      | 男   | Gryffindor 葛來分多 | 已畢業                                 | 純正       | 1976-08-22   | 衛斯理家第三個兒子，5年級時擔任級長，7年級時擔任男學生會主席，畢業後加入魔法部國際魔法交流合作部工作，曾為魔法部的事與家人鬧翻。霍格華茲大戰時返校參戰。 |
|               | Goote, Richie                | 男   | Gryffindor 葛來分多 | 不詳                                   | 不詳       | 不詳         | 第六集時入隊成為打擊手。 |
|               | Vane, Romilda                | 女   | Gryffindor 葛來分多 | 5                                      | 不詳       | 不詳         | 第六集中暗戀哈利的黑髮女孩，把混入愛情魔藥的巧克力送給哈利波特，卻意外讓榮恩吃下。 |
|               | Weasley, Ronald (Ron) Bilius | 男   | Gryffindor 葛來分多 | 7                                      | 純正       | 1980-03-01   | 衛斯理家族第六位子女，哈利與妙麗的摯友，為D.A成員。最後與妙麗結婚，但據妙麗坦言，後續婚姻生活相處不陸，需要尋求婚姻諮商協助。 |
|               | Zeller, Rose                 | 女   | Hufflepuff 赫夫帕夫 | 3                                      | 不詳       | 不詳         | 第五集入學。 |
|               | Fawcett, S.                  | 女   | Ravenclaw 雷文克勞  | 不詳                                   | 不詳       | 不詳         | 二年級時參加決鬥社，可能住在榮恩家附近，第四集用以參加而住院。 |
|               | Finnigan, Seamus             | 男   | Gryffindor 葛來分多 | 7                                      | 混血       | 不詳         | D.A成員。哈利與榮恩的室友。 |
|               | Ackerley, Stewart            | 男   | Ravenclaw 雷文克勞  | 4                                      | 不詳       | 不詳         | 第四集入學。 |
| 夏比          | Summerby                     | 男   | Hufflepuff 赫夫帕夫 | 不詳                                   | 不詳       | 不詳         | 第四集用增齡劑想參加三巫鬥法大賽而住院，第五集赫夫帕夫魁地奇隊的找球手。 |
|               | Bones, Susan                 | 女   | Hufflepuff 赫夫帕夫 | 7                                      | 不詳       | 不詳         | D.A成員，學現影術時左腳與身體分離。 |
|               | Higgs, Terence               | 男   | Slytherin 史萊哲林  | 已畢業                                 | 不詳       | 不詳         | 第一集中替魁地奇隊找搜捕手。 |
|               | Boot, Terry                  | 男   | Ravenclaw 雷文克勞  | 7                                      | 不詳       | 不詳         | D.A成員，宣揚哈利闖入古靈閣的事，因而被卡羅兄妹毆打，參與霍格華茲大戰。 |
|               | Nott, Theodore               | 男   | Slytherin 史萊哲林  | 7                                      | 可能為純血 | 可能為純血   | 父親是食死人。 |
|               | Urquhart                     | 男   | Slytherin 史萊哲林  | 不詳                                   | 不詳       | 不詳         | 第六集中成為魁地奇隊的新隊長。 |
| 魏西          | Vaisey                       | 女   | Slytherin 史萊哲林  | 不詳                                   | 不詳       | 不詳         | 第六集中成為追蹤手。 |
|               | Frobisher, Victoria "Vicky"  | 女   | Gryffindor 葛來分多 | 不詳                                   | 不詳       | 不詳         | 第五集參與葛來分多隊守門手徵選。 |
|               | Crabbe, Vincent              | 男   | Slytherin 史萊哲林  | (第7集意外死亡，未能畢業。死時為7年級) | 不詳       | 不詳         | 第五集成為擊球手，恩不理居的督察小組成員，在第七集於萬應室企圖放火殺害哈利、榮恩和妙麗三人不果，逃跑失敗，不幸墜入火海。父親是食死人 |
|               | Smith, Zacharias             | 男   | Hufflepuff 赫夫帕夫 | 7                                      | 不詳       | 不詳         | D.A成員，第六集中擔任魁地奇的旁述員，也是學院隊的追蹤手。 |
|               | Farley, Gemma                | 女   | Slytherin 史萊哲林  | 不詳                                   | 不詳       | 不詳         | 第一集時為史萊哲林級長。 |

### 霍格華茲學生，未知學院
| 中文名字        | 英文名字           | 性别 | 年级 | 簡介                                               |
| --------------- | ------------------ | ---- | ---- | -------------------------------------------------- |
|                 | Lily Moon          | 女   | 7    | 在第一集分學院時出現。                             |
| 摩那吉·麦克多戈 | Morag MacDougal    | 男   | 7    | 在第一集分學院時出現。                             |
|                 | Sally-Anne Perks   | 女   | 7    | 在第一集分學院時出現。                             |
| 美玲·鮑冰       | Melinda Bobbin     | 女   | 不詳 | 第六集接受霍恩教授的晚宴，家裡經營大型藥品連鎖店。 |
| 蒙格利姐妹      | Montgomery sisters | 女   | 不詳 | 第六集時她們5歲的弟弟被攻擊致死。                  |
|                 | Derek              | 男   | 5    | 第三集時留在霍格華茲過的一年級生。                 |
|                 | Emma Dobbs         | 女   | 4    | 第四集入學。                                       |
|                 | Harold Dingle      | 男   | 不詳 | 第五集販售龍爪粉的學生。                           |

### 過去的學生（1926年以前）

#### 湯姆‧瑞斗時代以前（1926年以前）
| 中文名字        | 英文名字                                | 性别 | 出生/逝世年              | 入學年   | 學院     | 血統 | 簡介 |
| --------------- | --------------------------------------- | ---- | ------------------------ | -------- | -------- | ---- | --- |
| 阿波佛·鄧不利多 | Aberforth Dumbledore                    | 男   | 約1884年                 | 約1895年 | 葛來分多 | 混血 | 阿不思·鄧不利多的弟弟，兄弟感情並不好。工作是豬頭酒吧的酒保，在第七集中幫助哈利等人通過密道進入霍格華茲。他是鄧不利多家族最長壽的親人。                      |
|                 | Albus Percival Wulfric Brian Dumbledore | 男   | 約1881年 (1997年6月30日) | 約1892年 | 葛來分多 | 混血 | 前任霍格華茲校長，於第六集被石內卜所殺 (其實是因為他當時知道自己的壽命只剩一年，於是命令石內卜教授殺死他)，享年116歲。繼任者為麥·米奈娃。                    |
|                 | Elphias Doge                            | 男   | 約1881年                 | 約1892年 | 葛來分多 | 不詳 | 認識阿不思·鄧不利多時間最長的朋友，為他寫追悼文，也是已知的鳳凰會成員，阿不思·鄧不利多最堅定的支持者之一。                                                   |
|                 | Horace Slughorn                         | 男   | 不詳                     | 不詳     | 史萊哲林 | 純血 | 已退休，但受阿不思·鄧不利多及哈利波特邀請重回教師崗位教導魔藥學，渴望拉攏哈利波特成為他的學生，後來接替石內卜擔任史萊哲林學院導師。                          |
| 紐特·斯卡曼德   | Newt Scamander                          | 男   | 1897年                   | 1908年   | 赫夫帕夫 | 純血 | 《怪獸與牠們的產地》一書作者，因某些不明原因而被霍格華茲退學。                                                                                               |
| 莉塔·雷斯壯     | Leta Lestrange                          | 女   | 不詳（1927年）           | 不詳     | 史萊哲林 | 純血 | 紐特舊同學與西瑟未婚妻。莉塔現在於英國魔法部工作，擔任魔法執行部門主管托奎爾·崔佛的助理。尤瑟夫·卡瑪同母異父妹妹，最後為抵抗葛林戴華德，遭其魔法火焰燒死。。 |

#### 湯姆‧瑞斗時代（約1926年-1937年）
| 中文名字 | 英文名字           | 性别 | 出生/逝世年                   | 入學年   | 學院     | 血統 | 簡介 |
| -------- | ------------------ | ---- | ----------------------------- | -------- | -------- | ---- | --- |
| 先生     | Avery              | 男   | 不詳                          | 不詳     | 史萊哲林 | 不詳 | 的父親。 |
|          | Minerva McGonagall | 女   | 1935年10月4日                 | 約1947年 | 葛來分多 | 混血 | 霍格華茲副校長，對阿不思·鄧不利多非常忠心。擔任葛來分多學院導師以及變形學教授，在阿不思·鄧不利多死後替他接任校長職務。她是霍格華茲有名的嚴師，要求所有學生完全尊敬她。 |
|          | Filius Flitwick    | 男   | 不詳                          | 不詳     | 雷文克勞 | 混血 | 妖精與巫師的混血，雷文克勞學院導師以及符咒学教授，是一位非常矮小的老師。                                                                                               |
|          | Pomona Sprout      | 女   | 不詳                          | 不詳     | 赫夫帕夫 | 不詳 | 草藥學教授，赫夫帕夫學院導師。 |
|          | Moaning Myrtle     | 女   | 不詳                          | 不詳     | 雷文克勞 | 麻瓜 | 因正視蛇的眼睛而死。 |
|          | Olive Hornby       | 女   | 不詳                          | 不詳     | 雷文克勞 | 不詳 | 麥朵的同學，嘲笑麥朵的眼鏡而讓她躲入廁所，卻使她被從密室放出來的蛇妖殺害。                                                                                             |
|          | Rubeus Hagrid      | 男   | 1928年12月6日                 | 1940年   | 葛來分多 | 混血 | 已知混血巨人，霍格華茲的獵場看守員，哈利波特等人的好友。在第三集被校長任命為新的奇獸飼育學老師。                                                                       |
|          | Tom Marvolo Riddle | 男   | 1926年12月31日 (1998年5月2日) | 1938年   | 史萊哲林 | 混血 | 自稱佛地魔王，製造黑暗和恐怖政權的巫師，跟哈利在最終決鬥時被自己的詛咒擊中而死，是書中最大的反派。                                                                     |

#### 湯姆‧瑞斗和詹姆‧波特之間的時代（約1938年-1959年）
| 中文名字    | 英文名字            | 性别 | 出生/逝世年           | 入學年   | 學院     | 血統 | 簡介 |
| ----------- | ------------------- | ---- | --------------------- | -------- | -------- | ---- | --- |
|             | Andromeda Black     | 女   | 1953年                | 1964年   | 史萊哲林 | 純血 | 婚後從夫姓東施。小仙女·東施的母親 |
| 亞瑟·衛斯理 | Arthur Weasley      | 男   | 1950年2月6日          | 1961年   | 葛來分多 | 純血 | 比爾、查理、派西、弗雷與喬治、榮恩、金妮的父親，茉莉的丈夫，是魔法部麻瓜人工濫用局的員工。                                          |
|             | Bellatrix Black     | 女   | 1951年 (1998年5月2日) | 1962年   | 史萊哲林 | 純血 | 已知食死人，婚後隨夫姓雷斯壯。在第五集殺死天狼星·布萊克，在霍格華茨大戰中被茉莉·衛斯理殺死。                                        |
|             | Lucius Malfoy       | 男   | 1954年                | 1965年   | 史萊哲林 | 純血 | 的父親，年紀比石內卜大六歲。 |
|             | Molly Prewett       | 女   | 1949年10月30日        | 1961年   | 葛來分多 | 純血 | 亞瑟·衛斯理的妻子，比爾、查理、派西、弗雷與喬治、榮恩、金妮的母親。鳳凰會成員。在第七集中擊敗貝拉雷斯壯。                           |
|             | Narcissa Black      | 女   | 1955年                | 1966年   | 史萊哲林 | 純血 | 的母親，魯休思·馬份的妻子。暱稱仙仙（Cissy），婚後隨夫姓馬份。                                                                      |
|             | Quirinus Quirrell   | 男   | 不詳 (1992年)         | 約1960年 | 雷文克勞 | 混血 | 已知食死人，佛地魔灵魂的宿主，哈利波特一年級的黑魔法防禦術課的老師，但是為佛地魔效力、企圖盜取魔法石，被莉莉·伊凡留給哈利的愛殺死。 |
|             | Rita Skeeter        | 女   | 1951年                | 1962年   | 史萊哲林 | 不詳 | 著名《預言家日報》記者，喜愛用速記筆工作，但寫下的報導多為不實。在第四集曾訪問哈利波特，是哈利少數明顯厭惡的角色之一。              |
|             | Rodolphus Lestrange | 男   | 不詳                  | 不詳     | 史萊哲林 | 純血 | 的丈夫。食死人。 |

#### 詹姆‧波特時代（約1960年-1965年）
| 中文名字        | 英文名字               | 性别 | 出生/逝世年                    | 入學年 | 學院                             | 血統 | 簡介 |
| --------------- | ---------------------- | ---- | ------------------------------ | ------ | -------------------------------- | ---- | --- |
|                 | Avery                  | 男   | 不詳                           | 不詳   | 史萊哲林                         | 不詳 | 已知食死人。 |
| 小巴蒂·克劳奇   | Bartemius Crouch Jr.   | 男   | 1962年 (1995年6月25日)         | 1973年 | 不詳（可能是史萊哲林或雷文克勞） | 純血 | 已知食死人，第四集扮作穆迪教授，最後須接受催狂魔之吻的懲罰。 |
|                 | Bertha Jerkins         | 女   | 1962年 (1994年夏季)            | 1973年 | 不詳                             | 不詳 | 被佛地魔套出哈利的信息後遭到殺害。 |
|                 | Bertram Aubrey         | 男   | 不詳                           | 不詳   | 不詳                             | 不詳 | 被詹姆波特與小天狼星施大頭魔咒戲弄的同學。 |
| 達維·哥傑       | Davey Gudgeon          | 男   | 不詳                           | 不詳   | 不詳                             | 不詳 | 差點被打人柳弄瞎的學生。 |
|                 | Elder Lloyd            | 男   | 不詳                           | 不詳   | 史萊哲林                         | 不詳 | 斯拉格霍恩過去的學生，《血盟兄弟：與吸血鬼同行的日子》作者，第六集中參加宴會，想寫哈利·波特傳記，與吸血鬼血尼同行。                                                                                  |
|                 | Evan Rosier            | 男   | 不詳                           | 不詳   | 史萊哲林                         | 不詳 | 已知食死人。 |
|                 | Gilderoy Lockhart      | 男   | 不詳                           | 1975年 | 雷文克勞                         | 混血 | 哈利波特二年級的黑魔法防禦術課的老師，號稱為梅林爵士團三級勳章獲得者，反黑魔法聯盟榮譽會員，並五度獲得《巫師周刊》最迷人微笑獎的頭銜。後來在密室被自己的記憶咒擊中，失去記憶，在聖蒙果醫院接受治療。 |
| 詹姆·波特       | James Potter           | 男   | 1960年3月27日 (1981年10月31日) | 1971年 | 葛來分多                         | 純血 | 的丈夫，哈利波特的父親，劫盜地圖製作者之一，又名鹿角。化獸師，可以變成一隻鹿。后被佛地魔杀死 |
|                 | Lily Evans             | 女   | 1960年1月30日 (1981年10月31日) | 1971年 | 葛來分多                         | 麻瓜 | 詹姆·波特的妻子，哈利波特的母親，麻瓜出身，聰敏的女巫。婚後隨夫姓波特。为了保护哈利而被佛地魔杀死 |
| 玛丽·麦克唐纳   | Mary Macdonald         | 女   | 不詳                           | 不詳   | 葛來分多                         | 不詳 | 莉莉的朋友。 |
|                 | Mulciber               | 男   | 不詳                           | 不詳   | 史萊哲林                         | 不詳 | 已知食死人，石內卜的朋友。 |
|                 | Peter Pettigrew        | 男   | 1960年 (1998年3月7日)          | 1971年 | 葛來分多                         | 不詳 | 又名蟲尾，出賣哈利波特父母的行蹤給佛地魔的叛徒，劫盜地圖製作者之一。化獸師，可以變成一隻老鼠。 |
|                 | Regulus Arcturus Black | 男   | 1961年 (1979年)                | 1972年 | 史萊哲林                         | 純血 | 天狼星的弟弟，為了摧毀佛地魔的而自願犧牲。 |
|                 | Remus John Lupin       | 男   | 1960年3月10日 (1998年5月2日)   | 1971年 | 葛來分多                         | 混血 | 一名狼人，劫盜地圖製作者之一，又名月影。前霍格華茨教授，在霍格華茨大戰中英勇陣亡。 |
| 賽佛勒斯·石內卜 | Severus Snape          | 男   | 1960年1月9日 (1998年5月2日)    | 1971年 | 史萊哲林                         | 混血 | 好為鄧不利多忠心效勞的雙重間諜，經常混在食死人之間。後在佛地魔命令下被娜吉妮殺死。 |
|                 | Sirius Black           | 男   | 1959年11月3日 (1996年)         | 1971年 | 葛來分多                         | 純血 | 哈利的教父，劫盜地圖製作者之一，又名獸足。化獸師，可以變成一隻大黑狗。曾逃出阿茲卡班。 |
|                 | Stebbins               | 男   | 不詳                           | 1971年 | 赫夫帕夫                         | 不詳 | 與石內卜一起參加普通巫師等级考試。 |

#### 詹姆和哈利之間的時代（約1966年-1991年）
| 中文名字 | 英文名字                      | 性别 | 出生/逝世年                  | 入學年 | 學院     | 血統 | 簡介 |
| -------- | ----------------------------- | ---- | ---------------------------- | ------ | -------- | ---- | --- |
|          | Bill (William) Arthur Weasley | 男   | 1970年11月29日               | 1981年 | 葛來分多 | 純血 | 鳳凰會成員，全名威廉·亞瑟·衛斯理，衛斯理家的長子。他曾擔任男會主席，畢業後成為古靈閣解咒師。與花兒·戴樂古婚後住在貝殼居，霍格華茲大戰時返校參戰。   |
|          | Charlie Weasley               | 男   | 1972年12月12日               | 1984年 | 葛來分多 | 純血 | 鳳凰會成員，衛斯理家的次子，葛來分多魁地奇球隊長兼搜捕手，畢業後在羅馬尼亞研究龍，收養並提供龍，參與霍格華茲大戰。 |
|          | Nymphadora Tonks              | 女   | 1973年6月10日 (1998年5月2日) | 1983年 | 赫夫帕夫 | 混血 | 鳳凰會成員，變型師及正氣師，喜欢路平。在霍格華茲大戰英勇陣亡                                                             |

### 羅琳的筆記本裡提到的人物
在2001年的一齣名為《哈利‧波特與我》的電視節目中，J‧K羅琳於攝影機前展示了她早期筆記本的一頁，上面列出了哈利時代一些學生的名字。每個學生都已被命名，有著性別、學院和「血統」。正如許多人物在從筆記到小說發生的重大變化，而這些筆記並不作標準。例如，與於這個筆記裡都被列為赫夫帕夫的學生，然而在的小說中，該兩人均為雷文克勞的學生；事實上，是雷文克勞的級長之一。
以下的是於筆記本裡所提到的是跟哈利‧波特同一年級，但於現行的小說裡並沒有提到的學生。出於完備性的原因，把他們列在這裡，他們的名字和學院在正式版系列（series proper）中可能會有差異。
- （雷文克勞）
- （史萊哲林）
- （雷文克勞）
- （赫夫帕夫）
- （赫夫帕夫）
- （雷文克勞）
- — 也許是人物的原型（雷文克勞）
- （學院不詳）
- （學院不詳）
- （學院不詳）
- （學院不詳），後來在第七集時被用於哈利冒充進入魔法部的魔法部成員名字。
- 斯賓克斯（學院不詳）

## 其他女巫、巫師與黑巫師

### B
- — 鄧不利多之友，與牡丹姑婆的母親很要好。魔法界的歷史學家、教科書《魔法史》的作者，住在高錐客洞，認識詹姆‧波特一家。蓋勒‧葛林戴華德的遠房姨婆，葛林戴華德是其姪孫，以娜吉妮偽裝其身份，於《死神的聖物》中遭殺害，由娜吉妮偽裝身份。
- — 前魔法遊戲與運動部部長，因赌博欠下妖精的債項而逃亡。
  - — 貝漫的弟弟，擁有一台非法的魔法除草機被抓到，由亞瑟‧衛斯理私下擺平事件，因此貝漫提供魁地奇世界盃的門票以還人情。
- — 希望把飛天魔毯出口到英國的巫師商人。
- — 天狼星‧布萊克之弟，史萊哲林的搜捕手，在1979年因替換史萊哲林小金匣時被陰屍拉進湖中死亡。
- 天狼星·布萊克— 哈利‧波特的教父，化獸師。
- —《預言家日報》記者，採訪出版了《鄧不利多的人生與謊言》作者麗塔·史譏。
- — 神秘部門，第四集時參觀魁地奇世界盃，第五集被馬份施展蠻橫咒下奪取預言失敗，住進聖蒙果醫院，在醫院裡被魔鬼網之稱的魔法植物勒死。
- — 前魔法執行部統籌，巫審加碼（Wizengamot）成員，在1997年6月，她於自家反鎖的房間中死亡，估計被佛地魔親手殺害。
- — 前任魔法部部長（1990年退休）。
- — 夜行巷的的商店創始人之一，以10個加隆買下魔柔的。

### C
- — 食死人，曾參與刺殺鄧不利多的行動，在雷文克勞交誼廳被露娜制服。
- — 食死人，曾參與刺殺鄧不利多的行動，在雷文克勞交誼廳被麥教授制服。
- — 魔法部的魔法維護局員工，曾被榮恩‧衛斯理利用變身水來冒充的對象，其妻子瑪麗‧伊莉莎白被控為麻種，二人育有三名子女：梅西、艾莉、阿弗烈。
  - — 雷格·卡特摩的妻子，被指控為麻種，跟卡特摩育有三名子女。
- 文森·克拉— 跩哥‧馬份的好友，在萬應室被自己釋放的惡魔之火燒死。
  - — 文森‧克拉之父，食死人。
- — 麻瓜出身的妖精聯絡處職員，跟妖精、泰德‧東施一起逃亡，之後被捕遭害。
- — 在破釜酒吧歡迎哈利的女巫。
- — 魔法部的國際魔法交流合作司司長，被其兒子小巴堤‧柯羅奇殺害。
  - — 促成佛地魔回歸的食死人，利用變身水來冒充阿拉特‧穆敵，最後被施行催狂魔之吻。

### D
- — 正氣師（Auror），綽號為鈍力。第五集隨夫子要逮捕鄧不利多失敗，接著追捕海格，擊昏麥教授。第七集追捕奈威的奶奶時被擊傷，住進聖蒙果醫院。
- — 曾代表波巴洞魔法學校參與三巫鬥法大賽的鬥士，1977年生的混血女巫，畢業後加入鳳凰會，後來成為比爾‧衛斯理的女友，繼而成為其妻子。婚後居於，並為比爾誕下兩名女兒維克托娃、多米妮克，以及兒子路易斯。
  - — 花兒‧戴樂古的妹妹，1987年生的混血女巫。隨花兒‧戴樂古代表波巴洞魔法學校到霍格華茲參與三巫鬥法大賽。曾於三巫鬥法大賽期間被困湖底，幸獲哈利波特救回。
  - ，花兒與佳兒的母親。
- — 奇獸管控部門的昏擊師，西追‧迪哥里的父親。
- 西追·迪戈里— 赫夫帕夫級長、魁地奇代表隊新任隊長兼搜捕手，是個十分優秀的魁地奇球員。他於第四集升上六年级時脫穎而出成為了三巫鬥法大賽代表霍格華茲的鬥士，最後在佛地魔的命令下遭蟲尾殺害。
- — 宣稱自己於鄧不利多發現龍血的12種用途之前經已發現了其中的8種，其論文被鄧不利多「借用」了。
- 黛茜·多德里奇— 斜角巷裡破釜酒吧的首位女老闆（1467-1555）。她很快就把破釜酒吧變成了進入斜角巷的主要方式，在麻瓜世界和魔法世界之間建立了一條通道。
- — 在卡卡夫之後被捕，謀殺了普瑞兄弟。參與魔法部事件，在夜間於咖啡室裡追逐哈利三人，被妙麗石化。後來被哈利跟蹤找到佛地魔，最後被孚立維教授擊倒。
- 阿不思·鄧不利多— 霍格華茲的校長、巫審加碼（Wizengamot）成員。
- 阿波佛·鄧不利多— 阿不思‧鄧不利多的弟弟，豬頭酒吧的老闆兼酒保。

### E
- — 魔法部呼嚕網管理局的局長，霍格華茲學生毛莉·邊坑的母親。

### F
- 康尼留斯·夫子— 前任魔法部部長（1990-1996年）。
- — 斜角巷的店主、書店的書店經理。
- — 著名的煉金術士及魔法石的製造者，鄧不利多之友，600多歲住在德文郡。
  - 佩蕾奈爾·勒梅— 尼樂·勒梅的妻子。

### G
- — 首任魔法部部長。
- — 佛地魔的外公。
- — 佛地魔的母親。
- — 佛地魔的舅舅。
- — 參與刺殺鄧不利多行動，在放出黑魔標記後被食死人誤殺。
- — 跩哥‧馬份的好友。
  - 高爾— 葛果禮·高爾之父，食死人。
- — 教科書《標準咒語》作者。
- 妙麗·格蘭傑— 魔法執行部門副部長，在J.K.羅琳的一次訪問中證實，妙麗於2019年成為了魔法部部長。[來源請求]
- — 喪心病狂的狼人，最喜歡咬孩子，使年幼的路平變成狼人的真正兇手；他後來加入食死人的行列，參與刺殺鄧不利多。及後，咬傷比爾，抓到哈利三人，霍格華茲大戰中咬傷文妲，被崔老妮教授的水晶球擊昏，最後被榮恩與奈威擊倒。
- — 1883年生，鄧不利多年輕時的好友，曾因傷害同學而被退學。1945年，當他跟鄧不利多以及阿波佛三人決鬥時，不知是誰誤殺了鄧不利多的妹妹而慌忙逃走，之後從葛果羅威處偷得接骨木魔杖，因而法力大增。被鄧不利多擊敗後，為保護鄧不利多而把自己關在其興建的諾曼加監獄反省自己，最後於監獄裡被佛地魔殺害。
- — 巧克力蛙隨附卡片中的著名巫師，19世紀的巫師發明家。他開發出了屎炸彈（Dungbomb），那是一種能散發腐爛氣味的魔法臭氣彈，觸摸到它會讓手變髒。
- — 洛哈的頭號書迷。

### H
- 魯霸·海格— 半巨人，擔任霍格華兹的鑰匙管理員和獵場看守人。
- 瓦提·海里斯— 他的許多蟾蜍被威爾偷走了。
- — 魔法部的魔法執行部門主管，魔法濫用局助理，寄信給哈利波特警告他未成年使用魔法的罪名。妙麗利用變身水成為之對象。

### I
- — 占卜著作《夢諭》的作者。

### J
- 喬伊·傑金— 魁地奇查德利砲彈隊的打擊手。
- — 教科書《魔法藥劑與藥水》的作者。
- 關娜·瓊斯— 全由女巫組成的聖顱島女頭鳥魁地奇隊隊長。
- — 魔法遊戲與運動部官員，前國際魔法交流合作部員工，到阿爾巴尼亞旅行時遇到蟲尾，被誘騙至佛地魔前遭殺害，被逼問出三巫鬥法大賽內容後被殺害。

### K
- — 前食死人，德姆蘭魔法學校的校長。佛地魔復活後因出賣許多食死人，並向大家宣稱是被佛地魔用蠻橫咒控制才會變成食死人，因懼怕佛地魔報復而展開逃亡，於時（1996年）被食死人殺死。
- ，1976年生，保加利亞魁地奇代表隊的搜捕手，可能是純血巫師，其祖父遭蓋瑞‧葛林戴華德殺害。他曾代表德姆蘭魔法學校參與三巫鬥法大賽的鬥士，並於聖誕舞會中邀妙麗作舞伴，引起榮恩吃醋。在三巫鬥法大賽結束後，他跟妙麗彼此常常通信。

### L
- — 道夫·雷斯壯之妻，霍格華茲大戰時被茉莉‧衛斯理殺死。
- — 道夫·雷斯壯之弟。
- — 貝拉‧雷斯壯之夫。
- — 正氣師（Auror），愛麗絲‧隆巴頓之夫，奈威‧隆巴頓之父。
- 愛麗絲·隆巴頓— 正氣師（Auror），法蘭克·隆巴頓之妻，奈威‧隆巴頓之母。
- 阿特米希亞·勒夫金— 魔法部第一任女部長（約1600年）。
- — 曾於霍格華茲任教，年幼時被狼人灰背咬到，因此成為了狼人。後來與妻子於霍格華茲大戰英勇戰死。
- — 愛爾蘭魁地奇隊的搜捕手。

### M
- — 任職危險生物處分委員會的食死人，在《阿玆卡班的逃犯》中負責處決巴嘴的魔法部劊子手；《火盃的考驗》裡回到佛地魔身邊；《鳳凰會的密令》中拉攏巨人族，並參與魔法部事件，最後被海格擊倒。
- 太比略·麥拉— 寇馬‧麥拉的叔叔。
- — 跩哥‧馬份的祖父，在《混血王子的背叛》被提到他因龍痘而去世。
- 跩哥·馬份— 霍格華茲大戰後叛逃。
- 魯休思·馬份— 跩哥‧馬份的父親，霍格華茲學校董事會成員，霍格華茲大戰後叛逃。
- — 跩哥‧馬份的母親，在確認哈利生死時發現哈利還活著，詢問跩哥的下落後，欺騙佛地魔指哈利已死。
- （Griselda Marchbanks）— O.W.Ls主考官，奈威奶奶的朋友。原巫審加碼成員，在第五集時因抗議魔法部設立霍格華茲督察，並委任恩不理居為總督察而辭職，雖然簡體中文版的姓名翻譯不同，但這兩人在英文版裏其實是同一人。
- （Minerva McGonnagall）— 合法的化獸師，她能變身成為貓，其特色跟麥教授的眼鏡一致，眼睛周圍有花紋。
- （Olympe Maxime）— 波巴洞魔法學校的女校長，已知混血巨人，海格的戀人，並在第五集中跟海格一同前往尋找巨人，回程時因不贊同海格帶回弟弟「呱拉」而分道揚鑣，各自回到自己的學校。後來她也有出席鄧不利多的喪禮，以及花兒與比爾‧衛斯理的婚禮。
- — 魔法部妖精聯絡處的處長。
- 阿拉特·穆敵— 著名正氣師，曾經被小巴堤·柯羅奇冒充。
- 哈山·莫塔法— 國際魁地奇協會的巫師會長。
- — 魔法部門警巫師。

### N
- — 跟哈利同齡的史萊哲林學院學生，是個聰明而孤獨的男孩，如「孤狼」一般的存在。
  - 老諾特— 喜多·諾特之父。

### O
- — 前魔法執行部執行組組長，曾經逮捕魔份與魔佛羅。
- — 巫審加碼（Wizengamot）成員，因抗議魔法部設立霍格華茲督察而辭職。

### P
- 彼得·佩迪魯— 食死人，綽號為蟲尾。原為詹姆、天狼星、路平的摯友，並作為波特家的守密人，但背叛了波特家，效忠於佛地魔。
- 哈利·波特— 正氣師（Auror）。與榮恩·衛斯理的妹妹金妮·衛斯理結為夫妻，並生下詹姆·波特與莉莉·波特和阿不思·波特。
- — 魔法部的魔法意外矯正部門的除憶師。
- — 《吟遊詩人皮陀故事集》的主角，死神的聖物持有者。
  - —《三兄弟的故事》中的大哥，死神的聖物—接骨木魔杖的持有者。
  - —《三兄弟的故事》中的二哥，死神的聖物—重生石的持有者，佛地魔母系遠祖。
  - —《三兄弟的故事》中的三弟，死神的聖物—隱形斗篷的持有者。

由於大哥持有接骨木魔杖而變得自負，到處找仇家決鬥，到頭來死於巫師決鬥下，魔杖更被奪去，死前沒有留下任何後代而終，所以死神便順利地接收了他的靈魂；二哥卡德馬本利用重生石是打算嘲笑死神，他以重生石救回他曾經的戀人，但是他的戀人早已死去多時，重回人世後變得鬱鬱寡歡再次死去，卡德馬就在這種鬱悶與悔恨交織下死去，同樣沒有後代而終，然而剛特家族是其家族的另外分支，所以死神輕鬆地拿回重生石；至於擁有隱形斗篷的三弟伊諾特，他披上隱形斗篷後會使其身體隱蔽，他便靠著「隱形斗篷」隱逸度日而終，直到死後才跟死神見面。「隱形斗篷」是唯一能夠傳承下來的聖物。
三兄弟之中只有三弟伊諾特能夠活下來並育有後代，甚至於臨終前還能見到他的曾孫輩，死後才被死神發現他的靈魂。他的後裔都是著名的巫師，後來部分後裔於族譜中發展另外分支，卡德馬的分支成為剛特家族，也就是佛地魔的祖輩；而伊諾特的後裔分支在高錐客洞發展，形成了各種巫師流派，當中就包括了波特家族（伊諾特的孫女嫁給波特家族後傳承下來）。
- ，騎士巴士的駕駛員。

### Q
- — 雙面人，因碰觸到哈利的手而死。

### R
- — 佛地魔的麻瓜祖母。
- — 佛地魔的麻瓜祖父。
- 老湯姆·瑞斗— 佛地魔的麻瓜父親。
- 湯姆·魔佛羅·瑞斗，後來成為佛地魔，商店前員工。
- — 魔法部部門的間諜，最後被阿波佛擊倒。
- — 參與刺殺鄧不利多事件的金髮大塊頭，在夜間咖啡屋追擊哈利三人，被哈利擊昏。
- 湯姆·瑞斗— 佛地魔，原名湯姆‧魔佛羅‧瑞斗，食死人的領導者，於《死神的聖物》中，因為哈利使用繳械咒使索命咒反彈而死亡。
- — 佛地魔失勢前一年被殺。
- 奈莫恩·莱德福德— 前魔法部工作人員。
- 高文·羅巴茲— 正氣師（Auror），《混血王子的背叛》中接任正氣師局局長。
- — 密告柯斯維及卡特摩太太的人，哈利使用變身水後成為的對象。

### S
- — 著名魔法動物學者，前奇獸管控部怪獸司官員，其著作有作為教科書的《怪獸產地》。
- 盧夫·昆爵— 正氣師（Auror），前任正氣師總部部長，前魔法部部長（1996-1997年），後來被食死人殺害。
- 金利·俠鉤帽，正氣師（Auror），1998-2019年魔法部部長。
- — 騎士巴士的車長，在《混血王子的背叛》中被魔法部認為是食死人而被抓進阿茲卡班。後來參與「七個波特」的追擊，哈利推測他是被下了蠻橫咒，因而對他手下留情，反遭其他食死人認出其本尊。
- — 《預言家日報》記者，是個非法的化獸師，她能以化獸法成為綠甲蟲。麗塔·史譏眼睛周圍的圖案跟其眼鏡一模一樣。
- 威尔伯特·斯林卡— 教科書《魔法防禦理論》的作者。
- — 吉羅德‧洛哈的書迷。
- — 史萊哲林的小金匣[[[Wikipedia:格式手册/链接#章節|錨點失效]]]，以及赫夫帕夫金盃的擁有人，被佛地魔殺害。
- 賽佛勒斯·石內卜— 食死人，佛地魔失勢的前一年加入了鳳凰會，忠於鄧不利多，後來在鄧不利多的指示下，根據佛地魔的指令把鄧不利多殺死，後來於1998年逝世。
- — 教科書《千種神奇樂草與蕈類》的作者。
- 格洛根·斯坦普— 1811年任職魔法部部長。
- — 教科書《初學者的變形指南》的作者。

### T
- — 前魔法執行部部長，被佛地魔以蠻橫咒控制下成為魔法部部長（1997-1998年）。參與霍格華茲大戰，被亞瑟與派西擊倒，最後於佛地魔死後被撤任。
- — 曾擁有一座鰻魚農莊的女巫，於魁地奇世界盃上跟貝漫對賭。
- — 貝拉‧雷斯壯的妹妹，的姐姐，的母親，因嫁給麻瓜出身的泰德‧東施而遭布萊克家族於族譜上除名。
- — 正氣師（Auror）。
- — 教科書《黑暗力量：自衛指南》的作者。
- — 魔法部的現影術和消影術導師，以及O.W.Ls 主考官。

### U
- 桃樂絲·恩不里居，魔法部長政務次長，資深次長及，麻種審議委員會會長，後來被革職與被捕。

### V
- — 教科書《撥開未來的迷霧》的作者。

### W
- — 魔法理論學家，鄧不利多之友，被認為寫下了「所有魔法」。瓦夫林總結出魔法基本規則，其著作有教科書《魔法理論》，該本書時至今日仍舊作為霍格華茲年輕巫師的教科書。由於每一個現代巫師都讀過其作品，以致他或多或少被人看作是「魔法理論之父」。
- — 巫師電台節目《女巫時間》的主持人，歌唱女魔法師。
- 亞瑟·衛斯理— 前任麻瓜人工製品濫用局局長，現任偽造防禦咒語暨防護品偵查沒收處處長。
- 比爾·衛斯理— 衛斯理家的長子，在食死人刺殺鄧不利多時，比爾遭尚未變身的灰背咬到，使他沒有成為完全的狼人，只是擁有偏好吃生牛肉的狼人特徵。
- 弗雷·衛斯理— 衛斯理家的四子。
- 喬治·衛斯理— 衛斯理家的五子。
- 金妮·衛斯理— 衛斯理家的幼女，哈利的女友，後來成為其妻子。
- 茉莉·衛斯理— 亞瑟‧衛斯理的妻子，衛斯理家的母親。
- 派西·伊格內修斯·衛斯理— 魔法部部長初級助理，衛斯理家的三子。
- 榮恩·衛斯理— 衛斯理家的六子，正氣師（Auror）。
- — 實驗魔咒委員會成員。
- — 廁所污水回涌事件的主謀，魔法部跟他交換條件，指他於豬頭酒吧竊聽哈利及暗中監視哈利與他的朋友，他便可被免除懲罰。
- 鮑曼·萊特— 在鑄造出第一顆的鐵匠人。

## 只知部分姓名的女巫、巫師與黑巫師及神奇動物

### A
- 阿葛麗芭— 巧克力蛙隨附卡片中的著名女巫。
- 阿辣哥— 海格於在學期間養的蜘蛛，當時被認為殺害了許多學生，最後被放逐在禁忌森林裡長大。哈利等人於《消失的密室》裡在海格的暗示下才知道有這件事，但是阿辣哥本性還是相當兇殘，放任其子孫吃除了海格之外的其他人類。其妻子名為嫫沙，牠們跟眾子孫居於禁忌森林。阿辣哥於《混血王子的背叛》中逝世。
- ，去看魁地奇世界盃的老巫師。
- — 金妮的紫色迷你毛毛球。
- — 佛地魔失勢後逃過追捕，宣稱簿得可以拿到預言，失敗後遭佛地魔懲罰。

### B
- 禍頭— 。
- — 魁地奇世界盃的港口鑰的工作人員。
- — 奇獸管控部門職員。
- 波羅— 古靈閣銀行工作人員，被哈利施展了蠻橫咒，最後被火龍燒死。
- — 夜行巷的波金—伯克氏商店創始人之一。
- 傅佐—《預言家日報》攝影記者。
- — 海格的鷹馬。在《阿茲卡班的逃犯》中獲哈利等人從時間逆轉中救回，後來交由天狼星‧布萊克照顧，並改名為。

### C
- — 巧克力蛙隨附卡片中的著名巫師。
- — 巧克力蛙隨附卡片中的著名女巫。
- 康諾利— 愛爾蘭魁地奇隊打擊手。
- — 魔法部神秘部門職員。
- — 妙麗的貓，《阿茲卡班的逃犯》中妙麗跟榮恩到寵物店購下這隻斷了一條腿的貓，後來協助天狼星化身的狗找尋斑斑（蟲尾）。

### D
- 德维斯和班斯— 活米村的德维斯與班斯店店長。
- — 保加利亞魁地奇隊的看守手。

### E
- 惡人墨瑞克
- 愛落— 衛斯理家的老貓頭鷹，視力非常差。

### F
- 牙牙— 海格的獵豬犬，非常膽小。
- 佛客使— 阿不思‧鄧不利多的鳳凰（不死鳥）。哈利於《消失的密室》中進去校長室第一次看到這頭鳳凰，當時牠剛好遇上牠的燃燒日，並看見牠死後重生；佛客使也在最後帶哈利等人離開地下水道。第五集吞下索命咒後再次浴火重生。哈利與佛地魔的魔杖杖芯所使用的鳳凰尾羽就是來自於佛客使的尾羽。
- — 有一雙美得驚人的藍眼睛，因為替鄧不利多工作而被其餘人馬驅逐。
- — 海格飼養的三頭巨犬，用於看守著霍格華茲保管的魔法石。

### G
- — 跟食死人合作的新巨人首領。
- 果納— 斜角巷古靈閣銀行的妖精，與拉環、德克一起逃亡，後遭殺害。
- — 著名魔杖製造師，被佛地魔殺害。
- 拉環— 斜角巷古靈閣銀行的妖精；協助哈利三人進入古靈閣保險庫裡偷取赫夫帕夫的金盃，以換取葛萊芬多劍。後來逃避食死人的追捕，跟哈利等人一起被抓到馬份莊園，然後被多比救出至貝殼居。最後被佛地魔殺害。

### H
- 嘿美— 海格於哈利入學時送給他的雪鴞，牠死於《死神的聖物(上)》中的波特行動（1997年7月27日）中。
- 漢吉斯— 巧克力蛙隨附卡片中的著名巫師。
- 赫梅斯— 派西當上級長的禮物—貓頭鷹。
- 

### I
- — 保加利亞魁地奇隊的追蹤手。

### J
- 賈篸— 參與魔法部事件。

### K
- — 海格與美心夫人拜訪的巨人頭目。
- 凱文— 去看魁地奇世界盃的2歲小巫師。

### L
- M.雷斯壯先生
- — 保加利亞魁地奇隊的追蹤手。

### M
- 摩金夫人— 斜角巷裡摩金夫人的店長。
- — 一個年紀較大的女巫，似乎有暈動病，她於《阿茲卡班的逃犯》及《鳳凰會的密令》裡作為騎士巴士的乘客，很會暈車。
- — 人馬群的頭目。
- 梅林— 巧克力蛙隨附卡片中的著名巫師。
- 莫蘭— 愛爾蘭魁地奇隊的追蹤手。
- — 私藏雪貂而被魔法部拘提詢問。
- 莫佳娜— 巧克力蛙隨附卡片中的著名女巫。
- — 善用蠻橫咒的巫師。
- — 愛爾蘭魁地奇隊的追蹤手。

### N
- — 佛地魔的蛇妖，佛地魔復活後殺死湯姆的老家管家後使她成為第七個分靈體，在的霍格華茲大戰中被奈威‧隆巴頓從分類帽拔出葛萊分多寶劍砍頭而死。
- — 海格的幼龍，現在交由衛斯理的哥哥於羅馬尼亞飼養。其實牠真正性別為雌性，故改名為。
- — 霍格華茲管理員阿各‧飛鼠的貓，曾因為看見蛇妖的倒影而被石化。

### O
- ，保加利亞魔法部部長。
- 奧利凡德先生— 魔杖製作師與店主，被佛地魔抓去馬份家，之後來被多比救至貝殼居，後轉送到牡丹姑婆家。

### P
- — 巧克力蛙隨附卡片中的著名巫師。
- 爪子— 費太太的貓群。
  - 雪兒。
  - 踢踢。
  - 多多。
- — 舊譯名為佩金，魔法部麻瓜人工製品濫用局的員工，衛斯理先生的同事。
- — 天狼星送給榮恩的迷你角鴞，體形小得像隻有毛的金探子。可能由於年幼無知，經常興奮至發狂啼叫。
- — 可能是純血巫師，三巫鬥法大賽中德姆蘭魔法學校的隨團成員。
- — 正氣師（Auror）。
- — 巧克力蛙隨附卡片中的著名巫師。
- 帕笛芙夫人— 活米村的店長。

### Q
- — 愛爾蘭魁地奇隊的看守手。

### R
- 雷那— 斜角巷古靈閣銀行的妖精，魯多‧貝漫的債主。
- 殺手— 瑪姬‧德思禮家中最受寵愛的鬥牛犬。
- 如男— 。
- — 活米村的三根掃把酒吧店長。
- — 愛爾蘭魁地奇隊打擊手。

### S
- 斑斑— 榮恩所飼養的老鼠，其真實身分是化獸師彼得‧佩迪魯。
- — 食死人雇用的死拿錢，抓到哈利等三人。
- — 七個波特的追擊中，攻擊真正波特的一組，後來把魔杖借給佛地魔。到贊諾‧羅古德的家抓拿哈利。

### T
- — 殺死麥奇農一家的食死人，後任職於魔法部。參與七個波特追擊，被金利擊中，後任職於魔法部。贊諾‧羅古德的家抓拿哈利。在古靈閣被哈利施展蠻橫咒。
- 吹寶— 奈威‧隆巴頓飼養的蟾蜍。
- 湯姆— 破釜酒吧的老板兼侍應生。
- — 愛爾蘭魁地奇隊的追蹤手。
- — O.W.Ls 主考官。

### U
- 

### V
- — 衛氏巫師法寶店裡的助手。
- — 保加利亞魁地奇隊的。
- — 保加利亞魁地奇隊的打擊手。

### W
- 韋克（[] 错误：{{Langx}}：无文本（帮助））— 佛地魔失勢前一年被殺。
- — 把所有從瓦提‧海里斯那裡偷來的蟾蜍交由蒙當葛賣出。
- — 正氣師（Auror），在魔法部看見佛地魔的巫師之一。
- 怪人溫德琳— 中世紀的女巫，因為喜歡被燒，所以化身被抓47次。
- 先生— 華麗與污痕書店的員工。

### Y
- — 食死人，向希克泥施以蠻橫咒，曾參與刺殺鄧不利多，後來任職於魔法部麻種審議委員會。被哈利跟蹤而找到佛地魔，最後被喬治與李‧喬丹擊倒。

### Z
- 札莫斯基— 波蘭魁地奇隊追蹤手。
- — 保加利亞魁地奇隊的追蹤手。

## 主要角色的親屬

### 霍格華茲學生的親屬
| 中文名字      | 英文名字             | 簡介 |
| ------------- | -------------------- | --- |
|               | Edgar Bones          | 霍格華茲學生蘇珊·波恩的叔叔，愛蜜莉·波恩的弟弟。 |
|               | Amelia Bones         | 霍格華茲學生蘇珊·波恩的姑姑，艾加·波恩的姐姐，於魔法部擔任魔法執法司司長並在1996年被佛地魔殺死。 |
| 佛格斯        | Fergus               | 霍格華茲學生西莫·斐尼甘的表哥。 |
|               | Augusta Longbottom   | 霍格華茲學生奈威·隆巴頓的祖母兼監護人，亦是麥格的朋友，雖然一直都對奈威很嚴格，但亦是哈利波特和鄧不利多的支持者。在第5集中，由於魔法部及預言家日報拒絕相信佛地魔歸來，她更取消訂閱預言家日報。在魔法部被佛地魔接管後，為了迫使奈威就範，正氣師鈍力被要求逮捕奧古絲塔，但她因擊傷他而逃出追捕。 |
|               | Algie Longbottom     | 霍格華茲學生奈威·隆巴頓的伯父，為了測試奈威的魔法，做了很多危險的事，例如把惡人掌等東西送給奈威，在奈威年輕時逝世。 |
|               | Enid Longbottom      | 霍格華茲學生奈威·隆巴頓的伯娘。 |
|               | Frank Longbottom     | 霍格華茲學生奈威·隆巴頓的父親，鳳凰會成員，被貝拉·雷斯壯與小巴堤·柯羅奇以酷刑咒折磨至發瘋，在聖蒙果醫院留醫至今。 |
| 愛麗絲·隆巴頓 | Alice Longbottom     | 霍格華茲學生奈威·隆巴頓的母親，鳳凰會成員，被貝拉·雷斯壯與小巴堤·柯羅奇以酷刑咒折磨到發瘋，在聖蒙果醫院留醫至今。 |
|               | Xenophilius Lovegood | 霍格華茲學生露娜·羅古德的父親，《謬論家》雜誌的編輯，住在衛斯理家附近，第四集時全家提前一星期前往欣賞魁地奇世界盃。 |
| 沙比尼夫人    | Mrs. Zabini          | 霍格華茲學生的母親。 |
| 詹姆·波特     | James Potter         | 哈利·波特的父親，於1970年代就讀霍格華茲，屬於葛來分多學院的學生，曾擔任男生會主席（魯霸·海格曾於哈利的11歲生日時對他說明其身分時提及過），優秀的魁地奇搜捕手。完成學業後跟莉莉·伊凡結婚，及後成為哈利的父親。他加入鳳凰會後，於1981年10月31日的晚上被佛地魔殺害。 |
| 莉莉·波特     | Lily Potter          | 哈利·波特的母親，原名為，她於1970年代就讀霍格華茲，屬於葛來分多學院的學生，曾擔任女生會主席（魯霸·海格曾於哈利的11歲生日時對他說明其身分時提及過）。完成學業後跟詹姆·波特結婚，婚後誕下了哈利。她加入鳳凰會後，於1981年10月31日的晚上被佛地魔殺害，她以身體保護哈利讓他倖存下來並同時擊倒了佛地魔。根據史拉轟教授的說法，莉莉是其最得意的門生，在魔藥學課上的表現相當出色。 |
|               | Ignotus Peverell     | 哈利·波特的父系遠祖，《三兄弟的故事》中的三弟。 |
| 佩妮·德思禮   | Petunia Dursley      | 哈利的麻瓜阿姨，原姓伊凡（Evans），是哈利的母親莉莉·波特的姐姐，心中很羨慕莉莉的魔法力量，在莉莉收到入學通知後曾寫信給鄧不利多，表明也想入學被拒絕，後來轉變對莉莉與魔法感到嫉妒又懼怕。由於哈利是巫師的孩子，故讓她討厭。她跟威農·德思禮婚後誕下了兒子達力·德思禮。佩妮曾告訴哈利指他的父母死於車禍，而他額頭上的傷疤也是在車禍留下的。她不允許哈利問及任何有關他家人的問題，也不允許他問與此有關的任何問題（態度是一開始極力否決）。在哈利就讀霍格華茲的幾年裡，佩妮仍然不情願地允許哈利於她的家裡度過暑假。在第七集刪減片段中，指出佩妮對德思禮一家需要選擇舉家逃避食死人的追殺而離開生活了20年的家時，她跟哈利道別的對話中表達了不捨之情，而且還指當年哈利失去的不只是一個媽媽，而她也失去了一個妹妹。 |
| 威農·德思禮   | Vernon Dursley       | 哈利的麻瓜姨丈，小說中提到他胖得幾乎沒有脖子。他們一家討厭魔法，所以對哈利尤其討厭，以至他處罰哈利的方法是把他鎖在樓梯下的小隔間裡，是個完全不能接受魔法的「麻瓜」家庭。 |
| 達力·德思禮   | Dudley Dursley       | 哈利的麻瓜表哥，在學校裡是個惡霸，很討厭運動（除非那個運動是要揍某個人）。威農姨丈和佩妮阿姨對他非常溺愛，在哈利成長的過程中經常欺負他。最後因為催狂魔的關係讓他了解到自己的錯誤，並透過催狂魔見到自己最真實的模樣，在第七集跟哈利道別時感到難過。 |
| 瑪姬·德思禮   | Marge Dursley        | 威農·德思禮的姊姊，偶爾會到訪德思禮家，對哈利極為不客氣，曾因羞辱哈利亡父詹姆·波特，形容他是「無業遊民」及「毫不重用、一無是處、好吃懶做的寄生蟲」，使哈利於憤怒之下把她吹成大氣球。 |
|               | Aunt Muriel          | 榮恩·衛斯理的姑婆。 |
|               | Uncle Bilius         | 榮恩·衛斯理的叔叔，看見24小時後過世。 |
| 藍斯洛        | Lancelot             | 榮恩·衛斯理牡丹姑婆的表兄弟，醫院的治療師。 |

### 鳳凰會成員的親屬
| 中文名字        | 英文名字               | 簡介 |
| --------------- | ---------------------- | --- |
|                 | Ariana Dumbledore      | 霍格華茲校長阿不思·鄧不利多與阿波佛的妹妹，幼時因被麻瓜逼迫而使其魔力失控。阿不思17歲時，她在阿不思、阿波佛與葛林戴華德的一次決鬥中，因受不了決鬥的情景而讓魔力再次失控，卻被決鬥中的魔咒擊中而死。其肖像懸掛於豬頭酒吧通往霍格華茲的萬應室秘密通道的入口處。 |
|                 | Percival Dumbledore    | 阿不思、阿波佛與亞蕊安娜的父親。因為替亞蕊安娜·鄧不利多報復而攻擊三名麻瓜，被送往阿茲卡班監獄，最終在阿茲卡班去世。 |
|                 | Kendra Dumbledore      | 阿不思、阿波佛與亞蕊安娜的母親。麻瓜出身，在丈夫被送往阿茲卡班監獄後舉家遷往高錐克洞，在鄧不利多17歲時，她被失控的亞蕊安娜誤殺，阿不思與阿波佛對外宣稱她是死於咒語逆火反彈。                                                                                  |
| 奥利恩·布莱克   | Orion Black            | 天狼星·布萊克的父親。 |
| 沃尔布加·布莱克 | Walburga Black         | 天狼星·布萊克的母親。 |
|                 | Regulus Arcturus Black | 天狼星·布萊克的弟弟。 |
|                 | Alfard Black           | 天狼星·布萊克的叔叔，留給他一筆黃金。 |
|                 | Araminta Meliflua      | 天狼星·布萊克的表姨母。 |
|                 | Elladora Black         | 天狼星·布萊克的姑婆，《砍小精靈頭》的創始者。 |
|                 | Eileen Prince          | 西弗勒斯·斯內普的母親，霍格華茲校隊隊長。 |
|                 | Tobias Snape           | 西弗勒斯·斯內普的麻瓜父親。 |
| 海格先生        | Mr. Hagrid             | 魯伯·海格的麻瓜父親。 |
|       | Fridwulfa              | 魯伯·海格的巨人母親。 |
|       | Grawp                  | 魯霸·海格的巨人同母異父弟弟。 |
| 泰德·東施       | Ted Tonks              | 的父親，逃避食死人的拘捕而與德克、丁、精靈一起流亡，當年3月遇害。 |
|                 | Cassandra Trelawney    | 的曾祖母。 |
| 穆利爾姨婆      | Auntie Muriel          | 的姨媽。 |
|                 | Teddy Remus Lupin      | 雷木思·路平與的兒子，哈利·波特的教子。 |

### 十九年後的孩子
（全名參照羅琳官方網站所公佈的族譜名字）
| 孩子姓名                      | 孩子性别 | 父親姓名                                  | 母親姓名                                  | 簡介 |
| ----------------------------- | -------- | ----------------------------------------- | ----------------------------------------- | --- |
| James Sirius Potter           | 男       | 哈利·波特 Harry James Potter              | 金妮·衛斯理 Ginevra Molly "Ginny" Weasley | 哈利與金妮的長子，其名字是為了紀念哈利的父親與教父而取的，小詹姆於2015年9月1日入學，學院為葛來分多。                                                |
| Albus Severus Potter          | 男       | 哈利·波特 Harry James Potter              | 金妮·衛斯理 Ginevra Molly "Ginny" Weasley | 哈利與金妮的次子，其名字是為了紀念霍格華茲兩任校長鄧不利多和石內卜，學院為史萊哲林。 他有著跟哈利一樣的黑髮綠眼，其父母總會暱稱他為「小思（Al）」。 |
| Lily Luna Potter              | 女       | 哈利·波特 Harry James Potter              | 金妮·衛斯理 Ginevra Molly "Ginny" Weasley | 哈利與金妮幼女，其名字取自哈利的母親莉莉，露娜（Luna）有月亮的意思紀念雷木思·路平。                                                                 |
| Rose Granger-Weasley          | 女       | 榮恩·衛斯理 Ronald Bilius Weasley         | 妙麗·格蘭傑 Hermione Jean Granger         | 榮恩與妙麗的長女，暱稱「小露絲（Rosie）」。 |
| Hugo Granger-Weasley          | 男       | 榮恩·衛斯理 Ronald Bilius Weasley         | 妙麗·格蘭傑 Hermione Jean Granger         | 榮恩與妙麗的幼子。 |
| 弗雷·衛斯理 Fred Weasley      | 男       | 喬治·衛斯理 George Weasley                | 莉娜·強生 Angelina Johnson                | 喬治與莉娜的兒子，其名字為了紀念喬治已去世的兄弟弗雷而取的。                                                                                        |
| 蘿珊妮·衛斯理 Roxanne Weasley | 女       | 喬治·衛斯理 George Weasley                | 莉娜·強生 Angelina Johnson                | 喬治與莉娜的女兒。 |
| 茉莉·衛斯理 Molly Weasley     | 女       | 派西·衛斯理 Percy Ignatius Weasley        | 奥黛麗 Audrey                             | 派西與奥黛麗的長女。 |
| 露西·衛斯理 Lucy Weasley      | 女       | 派西·衛斯理 Percy Ignatius Weasley        | 奥黛麗 Audrey                             | 派西與奥黛麗的幼女。 |
| Victoire Weasley              | 女       | 比爾·衛斯理 William Arthur "Bill" Weasley | 花兒·戴樂古 Fleur Isabelle Delacour       | 比爾與花兒的長女，她出生於大戰後的周年紀念日，其名字取名自法文的勝利（Victory）。                                                                             |
| Dominique Weasley             | 女       | 比爾·衛斯理 William Arthur "Bill" Weasley | 花兒·戴樂古 Fleur Isabelle Delacour       | 的次女。 |
| Louis Weasley                 | 男       | 比爾·衛斯理 William Arthur "Bill" Weasley | 花兒·戴樂古 Fleur Isabelle Delacour       | 的幼子。 |
| Edward Remus Lupin            | 男       | 雷木思·路平 Remus John Lupin              | 小仙女·東施 Nymphadora Tonks              | 䁥稱為「泰迪（Teddy）」，路平與東施的獨子及哈利的教子，其學院為赫夫帕夫，擔任過男生會主席。                                                                   |
| Scorpius Hyperion Malfoy      | 男       | 跩哥·馬份 Draco Lucius Malfoy             | Astoria Greengrass                        | 跩哥與翠菊的兒子，而是的妹妹。 |
| Lorcan Scamander              | 男       | Rolf Scamander                            | 露娜·羅古德 Luna Lovegood                 | 羅夫是《》作者紐特·斯卡曼德（Newt Scamander）的孫兒，而羅肯與萊桑德是露娜與羅夫的雙胞胎兒子。                                                       |
| Lysander Scamander            | 男       | Rolf Scamander                            | 露娜·羅古德 Luna Lovegood                 | 羅夫是《》作者紐特·斯卡曼德（Newt Scamander）的孫兒，而羅肯與萊桑德是露娜與羅夫的雙胞胎兒子。                                                       |

## 其他巫師與女巫

### 其他巫師、女巫、魔法界人士
- ，速成咒語的見證者
- ，魁地奇世界盃的球員之一
- ，謬論家的爆料者
- ，淘氣精靈的主唱
- 皮耶·波拿古，國際巫師聯盟第一任最高議長
- ，父親是著名飛天掃帚設計師
- 殷尼·史密克（[] 错误：{{Langx}}：无文本（帮助）），鄧不利多在高錐客洞的鄰居
- ，佛地魔當權古靈閣門口守衛的巫師

### 聖蒙果醫院
- （大盧病房主治治療師）
- （大盧病房實習治療師）
-  (1612-1697，消臟咒發明者）
- （[] 错误：{{Langx}}：无文本（帮助）），聖蒙果醫院四樓的病患，毛臉的女人。
- ，聖蒙果醫院四樓的治療師，因為簿得事件被免職。
- 吉德羅‧洛哈（英文：Gilderoy Lockhart），在《哈利波特－消失的密室》中，試圖用榮恩的壞掉的魔杖消除哈利和榮恩的記憶，但咒語逆火反彈射到他自己，目前在聖蒙果醫院療養。

## 其他

### 家庭小精靈
- 多比（？‧6‧28-1998‧3‧7）

最初屬於馬份家，第二集阻止哈利入學，後來被哈利用湯姆的日記本解放，成為自由的家庭小精靈。在找不到工作之後，向鄧不利多應徵霍格華茲的有薪工作。在第七集中為救哈利而被貝拉·雷斯壯用飛刀殺害。
- 眨眨

最初屬於柯羅奇家，照顧從阿茲卡班逃出的柯羅奇二世，在參觀魁地奇世界盃後遭柯羅奇解雇，後來與多比一起應徵霍格華茲的廚房工作。
- 怪角

哈利波特從天狼星那裡繼承的家庭小精靈，哈利命令他與其他家庭小精靈在霍格華茲工作。與佛地魔去置放小金匣，之後協助獅子阿爾發偷取，並設法破壞小金匣未果。小金匣被蒙當葛偷走後，在哈利的命令下抓回蒙當葛。
- 哈佳

屬於，被佛地魔用魔法植入假記憶，擔下殺害主人的罪名。

### 爆竹
- 阿拉貝拉·費格，住在哈利和德思禮家附近的老婦人，家裡養了很多隻貓。在德思禮一家人出門的時候，哈利都是去費太太家接受照顧。在第五集的時候，因為催狂魔攻擊哈利和達力，剛好費太太也在附近，所以哈利才會知道費太太是爆竹（有著魔法血統卻不會魔法的人）。
- 阿各·飛七，霍格華茲的管理員，負責環境打掃等工作，放假時學生去活米村也是由飛七負責把關。在第二集的時候，哈利被抓到飛七的管理室，無意間看到飛七桌上的函授魔法教育信件，才知道飛七是個爆竹。